# DN29B
De DN29B (Drum Național 29B of Nationale weg 29B) is een weg in Roemenië. Hij loopt van Botoșani naar Dorohoi. De weg is 32 kilometer lang.